# Steve Gainey
Steve Gainey (* 26. Januar 1979 in Montréal, Québec) ist ein ehemaliger kanadischer Eishockeyspieler und -trainer, der im Verlauf seiner aktiven Karriere zwischen 1995 und 2009 unter anderem 300 Spiele in der American Hockey League (AHL) auf der Position des linken Flügelstürmers bestritten hat. Darüber hinaus absolvierte Gainey weitere 33 Partien für die Dallas Stars und Phoenix Coyotes in der National Hockey League (NHL). Sein Vater Bob Gainey war ebenfalls professioneller Eishockeyspieler und -funktionär in der NHL.

## Karriere

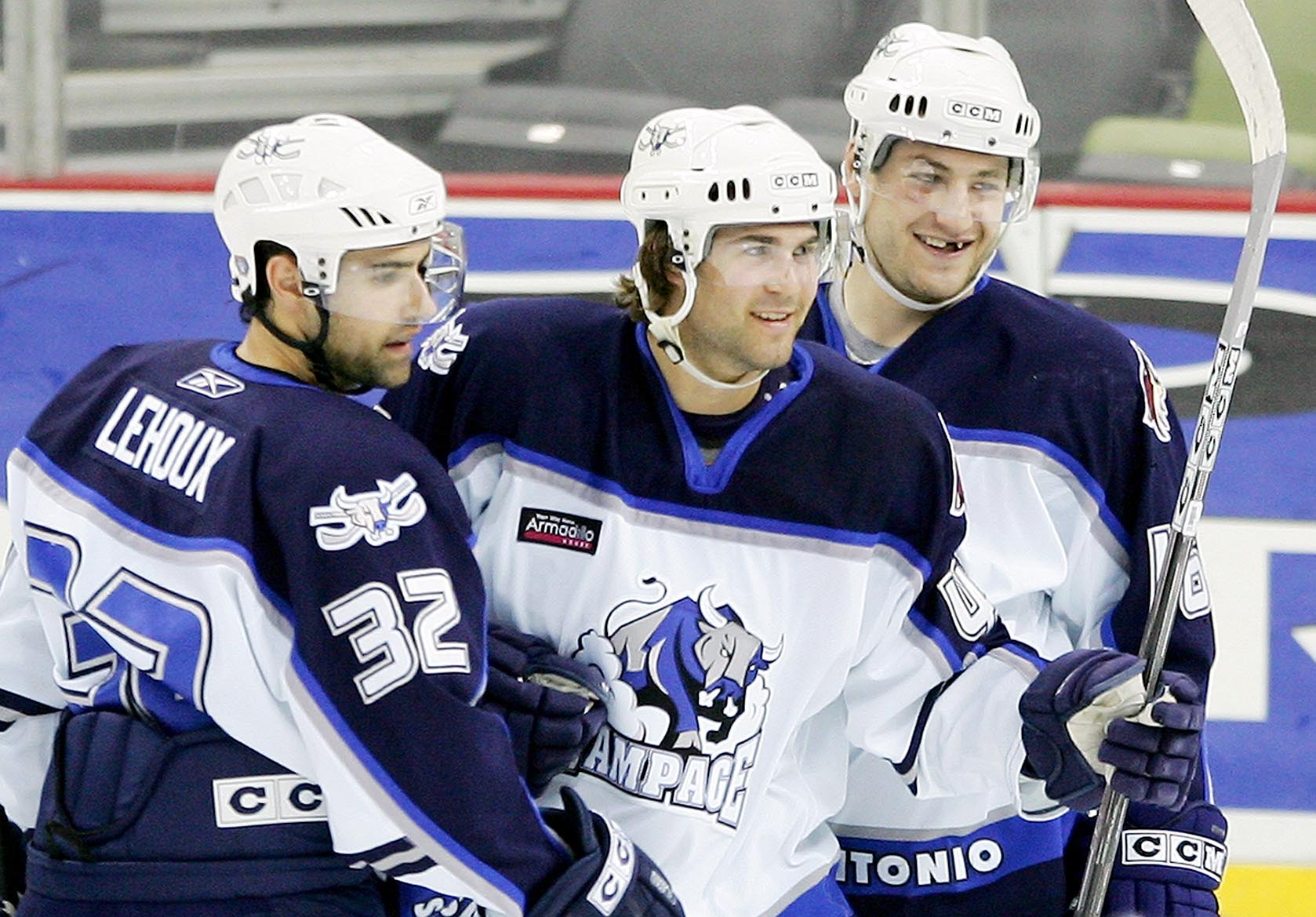
Yanick Lehoux, Daniel Winnik und Gainey (von links) im Trikot der San Antonio Rampage (2006)

Gainey verbrachte seine Juniorenzeit zwischen 1995 und 1999 bei den Kamloops Blazers in der Western Hockey League (WHL). Während seiner vier Spielzeiten dort bestritt der Stürmer über 270 Partien, in denen ihm insgesamt 168 Scorerpunkte gelangen. Nach seinem zweiten Jahr in der Liga wurde er im NHL Entry Draft 1997 in der dritten Runde an 77. Position von den Dallas Stars aus der National Hockey League (NHL) ausgewählt. Dort war sein Vater Bob Gainey zu dieser Zeit als General Manager tätig und damit hauptverantwortlich für die Auswahl seines Sohns.
Mit Beginn der Saison 1999/2000 wechselte Gainey in die Organisation der Dallas Stars und kam zunächst bei deren Farmteam, den Michigan K-Wings, in der International Hockey League (IHL) zu Profieinsätzen. Ab der folgenden Spielzeit stand er für Dallas’ neuen Kooperationspartner Utah Grizzlies auf dem Eis – zunächst ein Jahr in der IHL und nach deren Auflösung ab 2001 in der American Hockey League (AHL). Im Verlauf des Spieljahres 2000/01 feierte der Kanadier auch sein NHL-Debüt für die Stars. Bis Mitte Februar 2004, als er im Tausch für Mike Siklenka zu den Philadelphia Flyers transferiert wurde, kam er aber zu lediglich 13 NHL-Spielen für Dallas. Mit dem Wechsel in das Franchise der Flyers gelang Gainey aber auch nicht der dauerhafte Sprung in die NHL. Stattdessen beendete er die Spielzeit beim Farmteam Philadelphia Phantoms in der AHL.
Durch den Lockout und den damit verbundenen Ausfall der NHL-Saison 2004/05 zog es den Kanadier für dieses Spieljahr nach Frankreich zu den Dauphins d’Épinal in die Ligue Magnus. Dort hatte bereits sein Vater in der Saison 1989/90 als Spielertrainer gearbeitet. Zur Spielzeit 2005/06 kehrte Gainey wieder nach Nordamerika zurück. Dort erhielt der Free Agent einen Vertrag bei den Phoenix Coyotes in der NHL. Im Saisonverlauf kam er dort zu 20 Einsätzen, den Großteil des Jahres bestritt er allerdings im Trikot der San Antonio Rampage in der AHL. Nach der Saison beendete der 27-Jährige seine aktive Karriere zunächst. Er kehrte aber nach einer zweijährigen Pause, in der er unter anderem als Assistenztrainer bei den Kamloops Blazers angestellt gewesen war, in der Saison 2008/09 wieder in den Profisport zurück. Er absolvierte jeweils 33 Partien für die Hamilton Bulldogs in der AHL sowie die Idaho Steelheads in der ECHL, ehe er seine Karriere endgültig beendete. Danach wurde Gainey wieder im Juniorenbereich in der Provinz British Columbia als Trainer tätig.

## Karrierestatistik
(Legende zur Spielerstatistik: Sp oder GP = absolvierte Spiele; T oder G = erzielte Tore; V oder A = erzielte Assists; Pkt oder Pts = erzielte Scorerpunkte; SM oder PIM = erhaltene Strafminuten; +/− = Plus/Minus-Bilanz; PP = erzielte Überzahltore; SH = erzielte Unterzahltore; GW = erzielte Siegtore; 1 Play-downs/Relegation; Kursiv: Statistik nicht vollständig)